# Печевское
Печевское (вепс. Pečoijär’v) — пресноводное озеро на территории Винницкого сельского поселения Подпорожского района Ленинградской области.

## Общие сведения
Площадь озера — 2 км², площадь водосборного бассейна — 14,1 км². Располагается на высоте 166,0 метров над уровнем моря.
Форма озера лопастная, продолговатая: оно более чем на два километра вытянуто с северо-запада на юго-восток. Берега изрезанные, каменисто-песчаные, преимущественно возвышенные.
Из северного залива Печевского озера вытекает безымянный водоток, протекающий ниже течением через Сарозеро и впадающий в Яндозеро, из которого берёт начало Водручей, впадающий в реку Оять, левый приток Свири.
В озере расположено не менее шести безымянных островов различной площади, рассредоточенных по всей площади водоёма.
На берегу водоёма располагаются две деревни: Бахарево и Пёлдуши.
Код объекта в государственном водном реестре — 01040100811102000015517.